# وادي عسيبوه (ثمريت)
وادي عسيبوه منطقة سكنية تقع في ولاية ثمريت، التابعة لمحافظة ظفار في سلطنة عمان. يقدر عدد سكانها بـ 8 نسمة حسب إحصاء عام 2010 التابع للمركز الوطني للإحصاء والمعلومات الحكومي. رمز المنطقة هو 20530930.

## الوصلات الخارجية
- المركز الوطني للإحصاء والمعلومات، سلطنة عمان